# Anthurium vientense
Anthurium vientense är en kallaväxtart som beskrevs av Thomas Bernard Croat. Anthurium vientense ingår i släktet Anthurium och familjen kallaväxter. Inga underarter finns listade.